# Iłowa (gmina)
Iłowa – gmina miejsko-wiejska w województwie lubuskim, w powiecie żagańskim z siedzibą w mieście Iłowa.
W latach 1975–1998 gmina administracyjnie należała do ówczesnego województwa zielonogórskiego. Gmina stowarzyszona jest w Euroregionie "Sprewa-Nysa-Bóbr" i współpracuje z partnerskimi gminami z Niemiec:
- Rietschen[2]
- Wachau[3]
- Według danych z 31 grudnia 2017 roku[4] gminę zamieszkiwało 6931 osób.

## Struktura powierzchni
Według danych z roku 2002 gmina Iłowa ma obszar 153,05 km², w tym:
- użytki rolne: 24%
- użytki leśne: 66% (Bory Dolnośląskie)

Gmina stanowi 13,53% powierzchni powiatu.

## Demografia

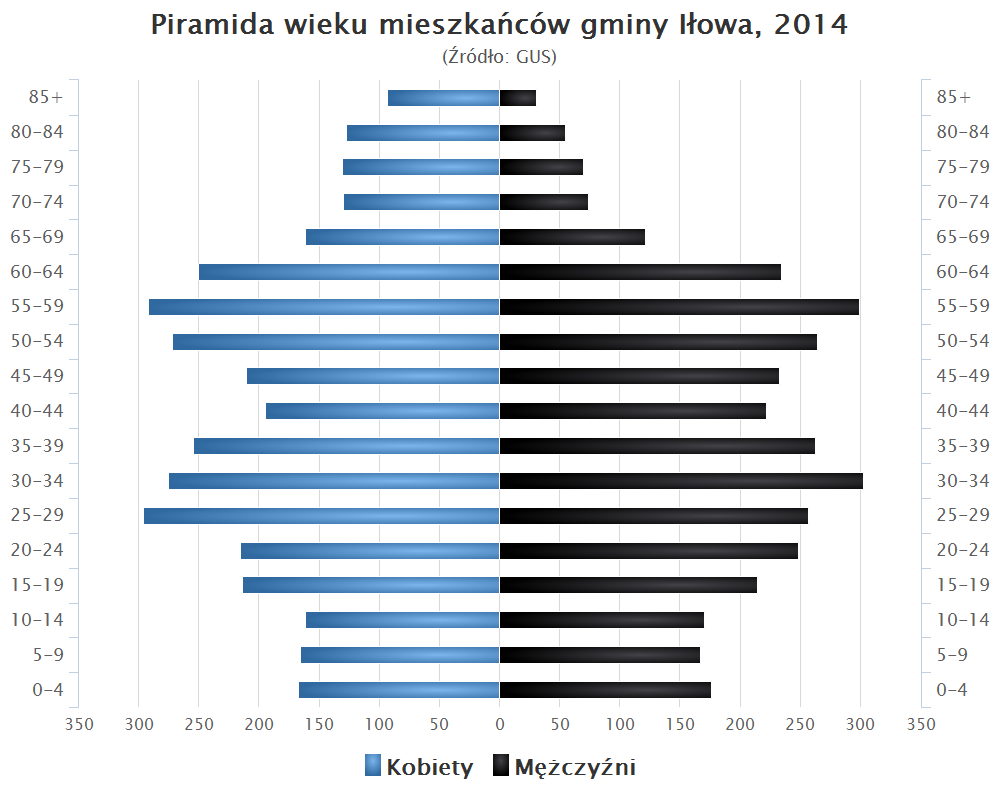
Piramida wieku mieszkańców gminy Iłowa w 2014 roku

Dane z 27 lutego 2008:
| Opis                              | Ogółem | Ogółem | Kobiety | Kobiety | Mężczyźni | Mężczyźni |
| --------------------------------- | ------ | ------ | ------- | ------- | --------- | --------- |
| jednostka                         | osób   | %      | osób    | %       | osób      | %         |
| populacja                         | 7216   | 100    | 3707    | 51,4    | 3507      | 48,6      |
| gęstość zaludnienia (mieszk./km²) | 47,1   | 47,1   | 24,2    | 24,2    | 22,9      | 22,9      |

## Miejscowości
Miejscowości w gminie Iłowa
| Miejscowość      | Ludność |
| ---------------- | ------- |
| Iłowa            | 4085    |
| Konin Żagański   | 730     |
| Czyżówek         | 560     |
| Jankowa Żagańska | 471     |
| Borowe           | 465     |
| Czerna           | 366     |
| Szczepanów       | 251     |
| Klików           | 99      |
| Żaganiec         | 95      |
| Wilkowisko       | 59      |
| Kowalice         | 35      |
| Nowoszów         | 0       |

## Transport

### Drogowy
Na terenie gminy zlokalizowany jest węzeł Iłowa przyszłej autostrady A18 (obecnie DK18) na krzyżowaniu z DW296. Przez obszar gminy prowadzi także DW300 z Iłowej do Gozdnicy. W przyszłości zbudowany będzie węzeł do strefy inwestycyjnej w Iłowej.

### Kolejowy
Przez gminę przechodzą tory kolejowe, stacje i przystanki:
- Iłowa Żagańska
- Konin Żagański
- Jankowa Żagańska – węzeł

Dawniej po trasie jeździły zwykłe pociągi, w tej chwili szynobus zakupiony przez Unię Europejską.

## Sąsiednie gminy
Gozdnica, Osiecznica, Węgliniec, Wymiarki, Żagań, Żagań (miasto), Żary